# Carl Paal
Carl Paal (vollständiger Name: Carl Ludwig Paal, * 1. Juli 1860 in Salzburg; † 11. Januar 1935 in Leipzig) war ein deutsch-österreichischer Chemiker.

## Leben und Werk
Carl Paal studierte nach der Matura in Salzburg in München (u. a. bei Adolf von Baeyer), an der TH Charlottenburg (bei Karl Liebermann), in Heidelberg und später in Erlangen Chemie und wurde dort 1884 als akademischer Schüler von Emil Fischer promoviert (Das Acetophenon und seine Derivate). Danach war er in Erlangen Assistent von Otto Fischer und habilitierte sich 1890 (Furfuran-, Thiophen- und Pyrrol-Synthesen aus γ-Diketonen und γ-Ketonsäuren). 1892 wurde er außerordentlicher Professor für analytische Chemie in Erlangen und 1897 ordentlicher Professor für Angewandte Chemie und Pharmazie sowie Direktor des Pharmazeutischen Instituts (als Nachfolger von Ernst Otto Beckmann) sowie Leiter der königlichen Untersuchungsanstalt für Lebensmittel, die der Universität angegliedert war. Er hatte von 1912 bis zu seiner Emeritierung 1928 einen Lehrstuhl für Angewandte Chemie an der Universität Leipzig inne (ebenfalls als Nachfolger von Beckmann). Im Jahr 1925 wurde er zum Mitglied der Leopoldina gewählt. Seit 1912 war er ordentliches Mitglied der Sächsischen Akademie der Wissenschaften zu Leipzig.
Er befasste sich besonders mit Synthesen von Heterocyclen, wie Furan-, Pyrrol- und Thiophen-Derivaten aus Diketonen. Gemeinsam mit Ludwig Knorr entwickelte er die nach beiden benannte Paal-Knorr-Synthese für fünfgliedrige Heterocyclen (wie Pyrrole) aus Diketonen. Durch Umsetzung von 2-Nitrobenzylchlorid synthetisierte er Chinazoline und Indazole, wobei das von ihm synthetisierte Phenyldihydrochinazolin als Magenmittel Anwendung fand. Später befasste er sich mit Aminosäuren, zum Beispiel Synthese von Aminoalkoholen. Er erkannte 1902 die Möglichkeit, Aminosäuren als Schutzkolloide für Metall-Katalysatoren (wie Platin und Palladium) einzusetzen und verwendete sie für die Hydrierung organischer Verbindungen. 1921 fand er, dass man mit Edelmetall-Kolloiden (Solen) schnelle Oxidationen etwa von Kohlenmonoxid zu Kohlendioxid erreichen kann.
Seit 1893 war Carl Paal Mitglied des heutigen Corps Guestphalia Erlangen. Er war Ehrendoktor der Universität Erlangen.